# Ramal de Barão de São José
| Spurweite: | 1000 mm (Meterspur) |                   |                   |
| |                     |                   |                   |
| \| \| \| Ramal de Campista \| \| \| \| 0,0 \| Martins Lage \| Martins Lage \| \| \| \| Ramal de Campista \| \| \| \| \| Cambaíba \| \| \| \| \| Barão de São José \| \| |                     |                   |                   |
| Strecke von links |                     | Ramal de Campista | Ramal de Campista |
| Bahnhof | 0,0                 | Martins Lage      | Martins Lage      |
| Abzweig geradeaus und nach rechts |                     | Ramal de Campista | Ramal de Campista |
| Bahnhof |                     | Cambaíba          | Cambaíba          |
| Kopfbahnhof Streckenende |                     | Barão de São José | Barão de São José |

Der Ramal de Barão de São José ist eine historische Eisenbahnstrecke im brasilianischen Bundesstaat Rio de Janeiro im Südosten von Brasilien. Sie verbindet die Orte Martins Lage am Ramal de Campista/Linha do Litoral mit Colomins (Barão de São José).

## Geschichte
Der Bau des Ramal de Barão de São José wurde im Jahre 1895 durch die Bahngesellschaft E.F. Campista begonnen und später 1902 an die Estrada de Ferro Leopoldina übertragen, die den Bau bis Colomins (Barão de São José) fortsetzte. Personenverkehr gab es auf dieser Strecke bis zum Ende der 1960er Jahre. Obwohl diese Teilstrecke in Teilen deaktiviert wurde, gibt es bisher keine offizielle Stilllegung.